# Liste von Persönlichkeiten der Stadt Hof

Stadtwappen

Die nachfolgend aufgeführten Personen sind mit der Stadt Hof verbunden, als gebürtige Hofer, Personen, die in Hof gewirkt haben, oder als Persönlichkeiten der Hofer Stadtgeschichte.

## Söhne und Töchter der Stadt

Johann Streitberger

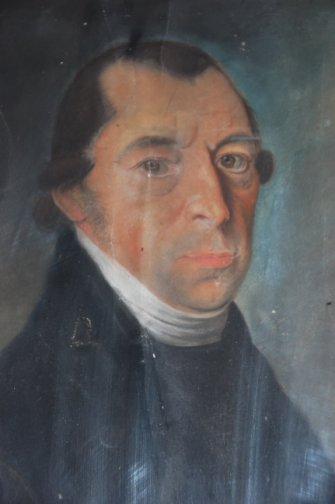
Johann Theodor Benjamin Helfrecht

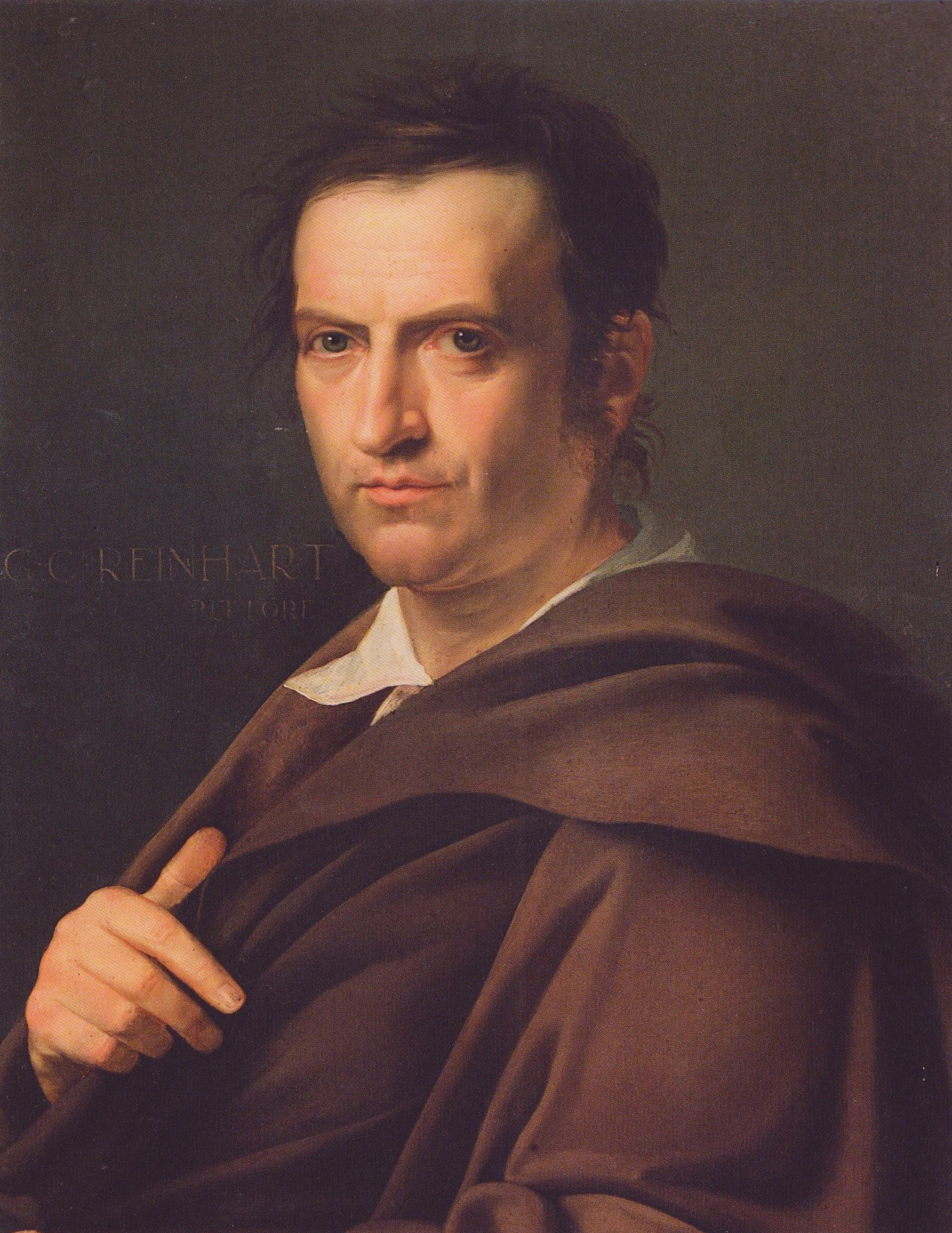
Johann Christian Reinhart

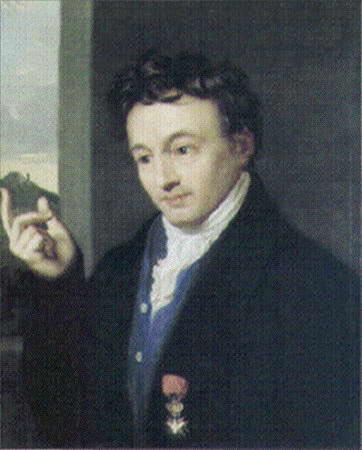
Johann Wolfgang Döbereiner

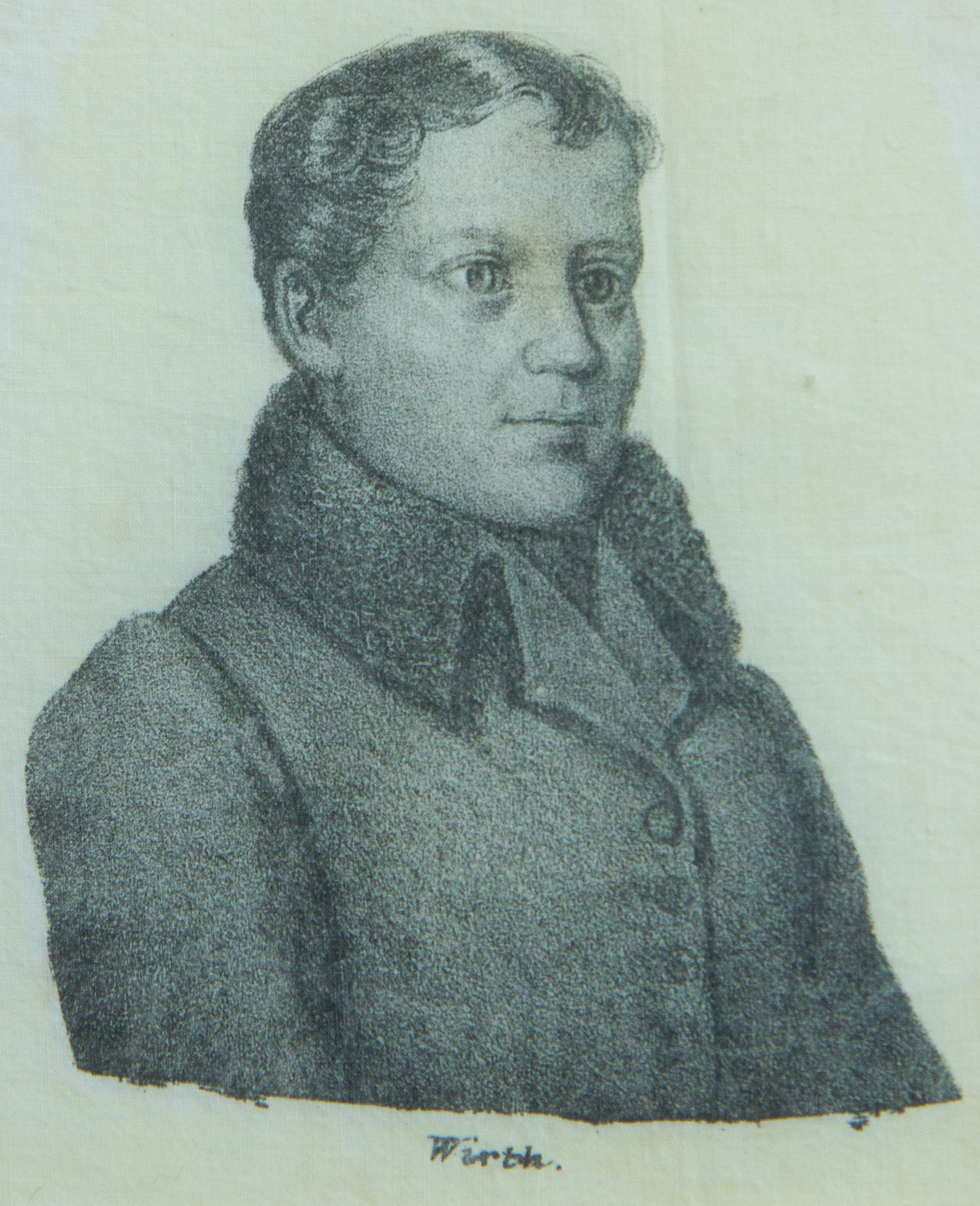
Johann Georg August Wirth

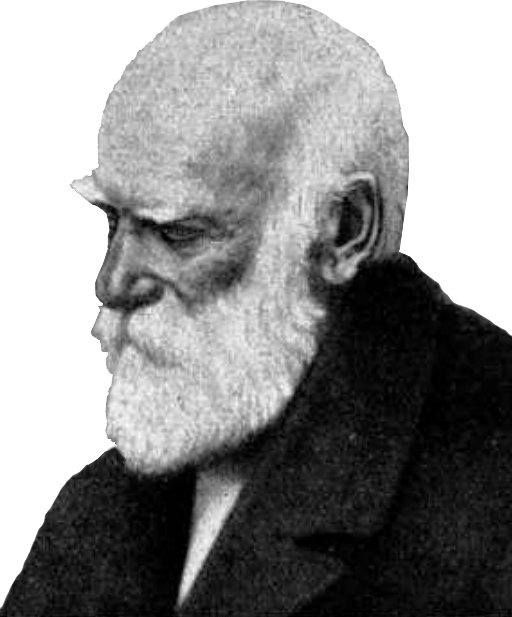
Heinrich Gerber

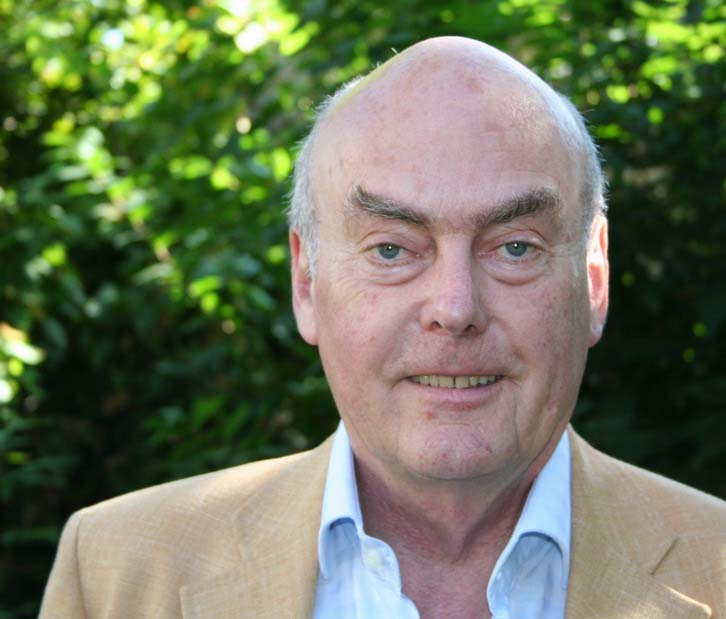
Dieter Richter

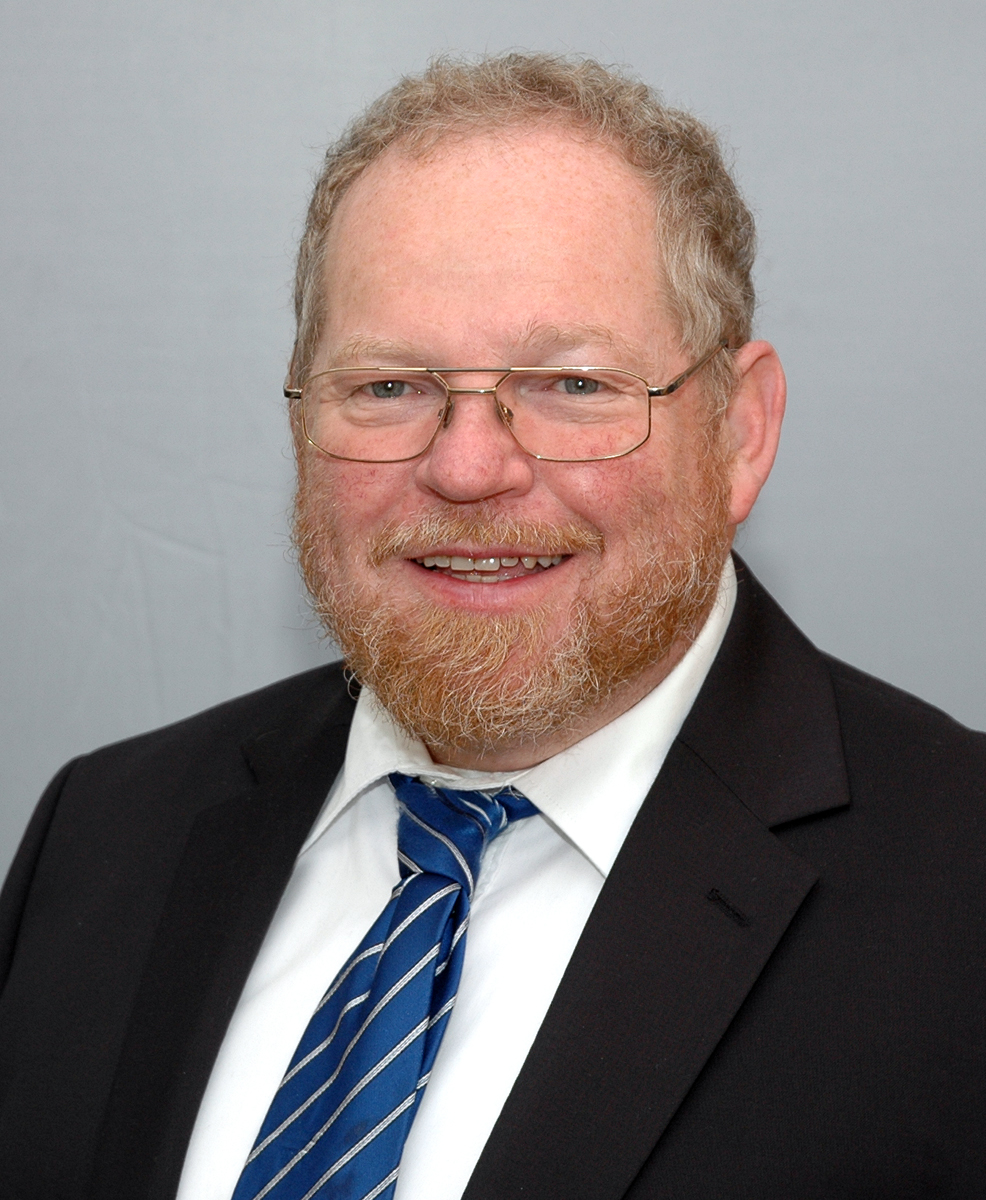
Klaus Adelt

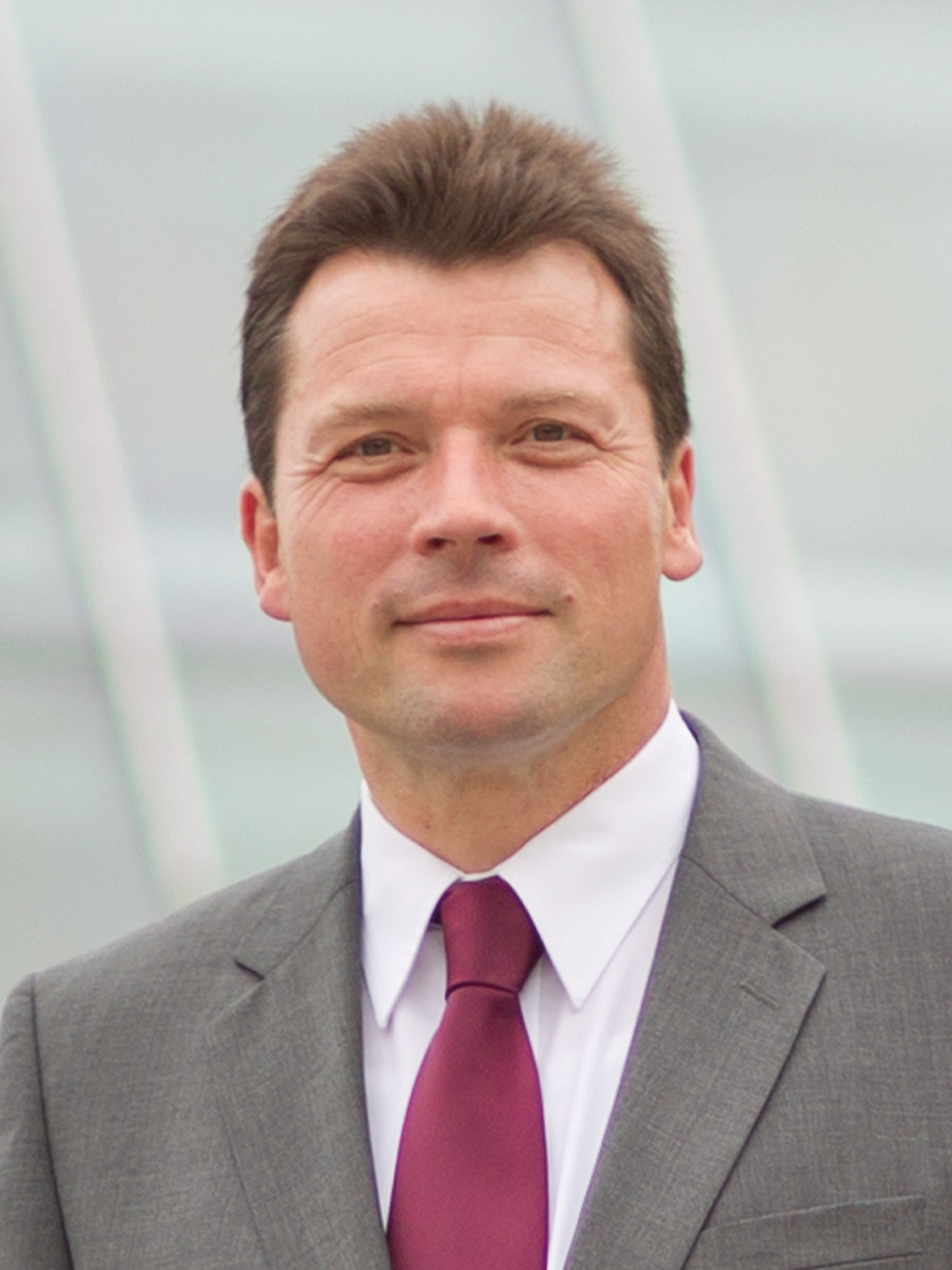
Harald Fichtner

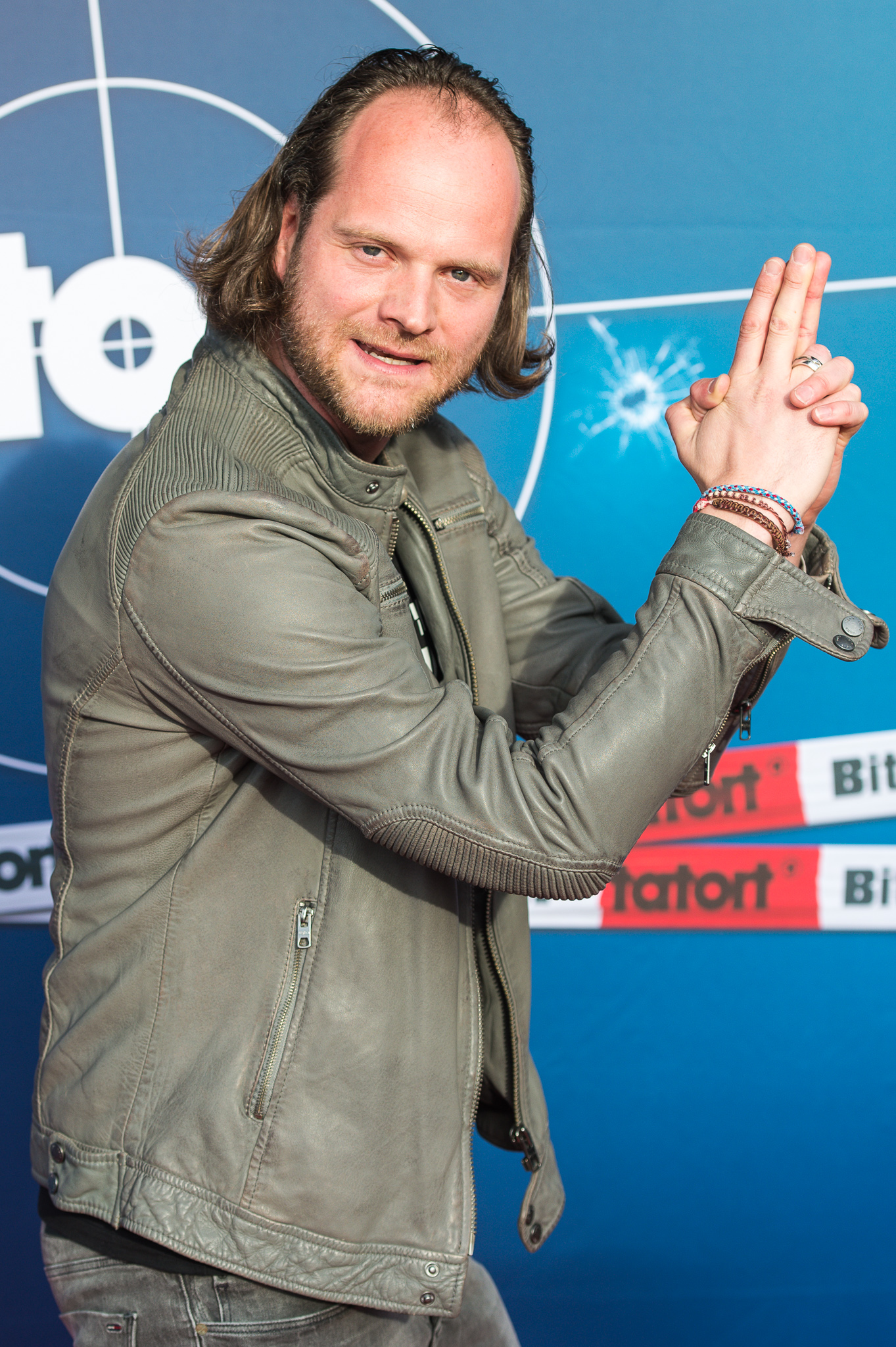
Andreas Leopold Schadt

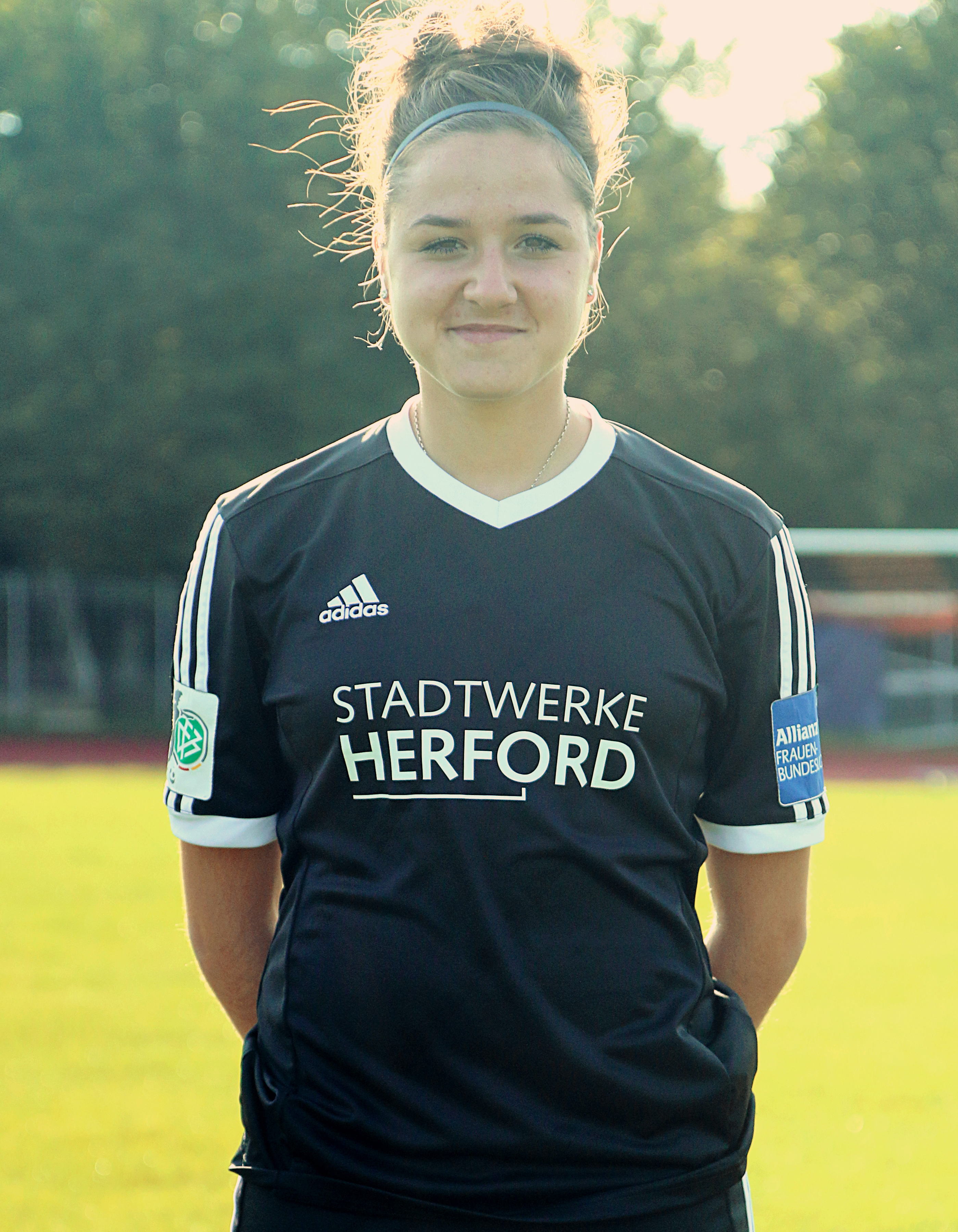
Louisa Lagaris

- Gertrud von Uttenhofen (um 1348), Stifterin des Hofer Klosters, gehört zu den Familien aus Hofs Gründungszeit.
- Thekla von Murring († 1378), Äbtissin in Hof.
- Nicolaus Förster (1484–1535), Kapellmeister am Hof des Kurfürsten Joachim I. von Brandenburg, Komponist am dänischen Königshof.
- Nikolaus Decius (um 1485–nach 1546), Mönch, Seelsorger, Kantor, Kirchenliederdichter und preußischer Reformator.
- Nikolaus Medler (1502–1551), Mathematiker, Schulreformer und ein bedeutender Mitstreiter Martin Luthers.
- Jacob Schlemmer († 1580), Rektor am Gymnasium, Geschichtsschreiber.
- Johann Streitberger (1517–1602), Rektor am Gymnasium, später Generalsuperintendent zu Kulmbach.
- Enoch Widmann (1551–1615), Rektor am Gymnasium, Kantor und Geschichtsschreiber in Hof.
- Franz Schmidt (1554–1634), Scharfrichter in Nürnberg.
- Johann Nestor (1596–1662), Mediziner und kursächsischer Leibarzt.
- Johann Georg Layritz (1647–1716), Professor und Prinzenerzieher in Bayreuth, Generalsuperintendent der Thüringer Kirche.
- Catharina Margarethe Dobenecker (1649–1683), Dichterin im Pegnesischen Blumenorden.
- Johann Christoph Layritz (1655–1731), Rektor am Gymnasium, Professor, Superintendent.
- Johann Christoph Weiß (1663–1725), Rektor am Gymnasium, evangelischer Theologe.
- Johann Nikolaus Weiß (1702–1783), Mediziner, Chemiker und Hochschullehrer.
- Johann Nikolaus Knoll (1667–1735), Bildhauer, stattete zahlreiche Kirchen des Hofer Landes teilweise komplett aus.
- Heinrich Matthäus Lohe (1675–1762), Maler, Gerichtsadvokat und Geometer.
- Johann Christian Seidel (1699–1773), evangelischer Theologe und Astronom.
- Peter Christian Wagner (1703–1764), Mediziner und Naturforscher
- Wolfgang Adam Knoll (1709–1793), Bildhauer.
- Georg Wilhelm von Kirsch (1752–1829), Rektor am Gymnasium, Hebraist, königlich-preußischer Hofrat.
- Johann Bernhard Lippert (1752–1819), evangelischer Theologe und Hochschullehrer an der Universität Erlangen
- Johann Theodor Benjamin Helfrecht (1753–1819), Theologe, Rektor am Gymnasium Albertinum in Hof, Natur- und Heimatforscher.
- Johann Christian Wirth (1756–1838), evangelischer Pfarrer.
- Johann Bernhard Hermann (1761–1790), deutscher Intellektueller.
- Johann Christian Reinhart (1761–1847), Maler, Radierer und Zeichner.
- Eberhard Friedrich Heidenreich (1770–1830), Hofer Orgelbauer, siehe auch: Heidenreich-Orgel der St. Michaeliskirche.
- Johann Wolfgang Döbereiner (1780–1849), Chemiker, entwickelte die Grundlagen des Periodensystems und das nach ihm benannte Feuerzeug.
- Gottlieb Philipp Christian Kaiser (1781–1848), Theologe und Hochschullehrer, war zwischenzeitlich auch Geistlicher in Hof.
- Johann Gottlieb Eduard von Stainlein (1785–1833), Graf und Diplomat, bayerischer Gesandter in Wien.
- Julius Georg Knoll (1790–1851), Appellationsgerichtsrat und Schwurgerichtspräsident in Amberg.
- Heinrich Carl Müller (1791–1876), Unternehmer aus Hirschfelde, begründete mit der 1846–1847 errichteten Flachsspinnerei Hirschfelde H. C. Müller den Beginn der maschinellen Leinengarnfertigung in Sachsen.
- Georg Christoph Gack (1793–1867), bayerischer Abgeordneter, Geistlicher und Autor.
- Heinrich Christian Friedrich Gebhardt (1798–1868), Altphilologe, Gymnasiallehrer und Politiker, Mitglied der Frankfurter Nationalversammlung.
- Johann Georg August Wirth (1798–1848), politischer Schriftsteller des Vormärz und Kämpfer für die Pressefreiheit.
- Johann Friedrich Schneider (1804–1852), Jurist, Mitglied der Frankfurter Nationalversammlung.
- Georg Könitzer (1818–1885), Maler Fotograf und Zeichner.
- Georg Friedrich Seidel (1823–1895), Architekt und Publizist.
- Heinrich Gerber (1832–1912), Ingenieur, Brückenbauer und Erfinder des Gerberträgers.
- Christian Petzet (1832–1905), Schriftsteller.
- Otto von Schrön (1837–1917), Arzt, Epidemiologe, Direktor des Instituts für pathologische Anatomie an der Universität Neapel, Ehrenbürger von Neapel.
- Adolf von Lossow (1840–1927), Generalmajor.
- Friedrich Scharff (1845–1918), Jurist und Politiker, 1878 bis 1880 Bürgermeister von Erlangen.
- Walther Münch-Ferber (1850–1931), Fabrikant und Reichstagsabgeordneter.
- Paul von Lossow (1865–1936), Ingenieur und Hochschullehrer.
- Franz Wilhelm Voigt (1867–1949), Maler der Münchner Schule.
- Otto von Lossow (1868–1938), General, Kommandant der Infanterie-Schule in München.
- Ernst Pöhner (1870–1925), Münchner Polizeipräsident und einer der Beteiligten am Hitler-Ludendorff-Putsch im Jahr 1923.
- Hans Georg Hofmann (1873–1942), Generalmajor und Politiker der NSDAP.
- Max Winkler (1876–1946), Politiker (SPD) und Gewerkschaftsfunktionär, Präsident des Sächsischen Landtags.
- Georg Rattel (1882–1950), fränkischer Kommunalpolitiker. Mitglied der Bayerischen Volkspartei, langjähriges Mitglied des Stadtrats von Bamberg, fungierte von 1919 bis 1924 in Bamberg als ehrenamtlicher Bürgermeister. Ehrenbürger der Stadt Bamberg.
- Wilhelm Grimm (1889–1944), NSDAP-Reichstagsabgeordneter.
- Karl Fritsch (1901–1944), NSDAP-Politiker, Innenminister von Sachsen.
- Kurt Martin (1891–1968), Schriftsteller.
- Wilhelm von Lossow (1892–1975), Oberleutnant zur See der Kaiserlichen Marine, Kapitän zur See der Kriegsmarine und Journalist.
- Paul Tremel (1892–1964), Landrat.
- Hans Fischer (1896–1989), deutscher Maler und Graphiker.
- Christian Jahreiß (1898–1960), Pastor, Direktor der Diakonissenanstalt Martha-Maria in Nürnberg.
- Ewald Klein (1899–1942), Widerstandskämpfer der KPD.
- Max Escher (1901–1976), Künstler und Kunsterzieher.
- Max Raab (1902–1973), Politiker (NPD), Mitglied des Bayerischen Landtags.
- Hans Merker (1904–1945), KPD-Politiker, Widerstandskämpfer.
- Johannes Bärmann (1905–1991), Rechtswissenschaftler und Hochschullehrer.
- Franz Johann Hofmann (1906–1973), SS-Führer und 1. Schutzhaftlagerführer im KZ Auschwitz.
- Carl Adolf Vogel (1906–1993), auch Konsul Vogel oder Salzbaron genannt, Unternehmer.
- Hermann Erbe-Vogel (1907–1976), Maler.
- Kurt Vetterlein (* 1910), Diplom-Ingenieur und Kryptologe.
- Wilhelm Tochtermann (1912–1974), Arzt, Psychotherapeut und Lyriker.
- Stefan Dittrich (1912–1988), Gerichtsreferendar der NSDAP und SA-Mitglied, Politiker und Mitglied des Bundestages.
- Hans Vießmann (1917–2002), Ingenieur und Unternehmer.
- Eric Boehm (1918–2017), deutschamerikanischer Verleger.
- Alfred Börner (1926–2009), Gewerkschafter und Politiker (SPD), Mitglied des Bayerischen Landtags.
- Manfred Schreiber (1926–2015), Jurist und Polizeibeamter.
- Gerhard Lutz (1927–2020), Volkskundler und Hochschullehrer.
- Gerd von Scheven (1927–2013), Volkswirt und Ministerialbeamter.
- Claus Henneberg (* 1928), Schriftsteller und Buchhändler, mit Reinhard Döhl Veranstalter der Tage für „neue literatur in hof“.
- Heinz Georg Wagner (1928–2020), Chemiker (Physikalische Chemie).
- Armin Sandig (1929–2015), Maler und Grafiker, Ehren-Professur der Freien und Hansestadt Hamburg, Präsident der Freien Akademie der Künste in Hamburg, Träger des Bundesverdienstkreuzes am Bande.
- Gerhard Eberstadt (* 1934), Mitglied des Vorstands der Dresdner Bank AG i. R.
- Reiner Schmidt (1936–2025), emeritierter Universitätsprofessor (Universität Augsburg), Rechtswissenschaftler.
- Rainer Hertel (* 1937), emeritierter Universitätsprofessor (Universität Freiburg), Molekularbiologe.
- Dietbert Thannheiser (1937–2022), Geograph
- Dieter Richter (* 1938), emeritierter Universitätsprofessor (Universität Bremen), Autor und Übersetzer
- Roland Klick (* 1939), Regisseur und Drehbuchautor
- Siegfried Hess (* 1940), Physiker
- Ursula Köbl (1941–2022), Juristin
- Heinz Badewitz (1941–2016), Filmschaffender, Gründer und langjähriger Leiter der Internationalen Hofer Filmtage; Ehrenbürger von Hof
- Gerhard Hetz (1942–2012), Schwimmer und Schwimmtrainer
- Gudrun Lehmann (* 1943), Gründungsmitglied der Partei Bündnis 90/Die Grünen, bayerische Landtagsabgeordnete
- Konrad Bedal (* 1944), Bauhistoriker und Kunsthistoriker
- Georg von Waldenfels (* 1944), CSU-Politiker, ehemaliger Staatsminister, Manager und Sportfunktionär.
- Klaus Wedemeier (* 1944), SPD-Politiker, 1971–1985 und 1995–1999 Mitglied der Bremischen Bürgerschaft (Landtag), 1985–1995 Bürgermeister und Präsident des Senats von Bremen.
- Lisa Kreuzer (* 1945), Schauspielerin
- Jörg Scherzer (1945–2019), Skandinavist, Historiker und Übersetzer
- Elmar Zorn (* 1945), Kunstberater, Ausstellungskurator und Publizist.
- Christian Burchard (1946–2018), Musiker und Komponist, gilt als einer der Pioniere der Weltmusik.
- Bernd Hering (1946–2015), Politiker (SPD), Landrat des Landkreises Hof.
- Dieter Serfas (* 1946), Musiker, Journalist und Bildhauer
- Reinhard Kapp (* 1947), Musikwissenschaftler und Hochschullehrer.
- Christian Bollmann (* 1949), Obertonsänger, Chorleiter und Trompeter. Wegbereiter des Obertongesanges in Deutschland.
- Gerhard Härle (* 1949), Germanist und Hochschullehrer.
- Reinhard Merkel (* 1950), Rechtswissenschaftler und Rechtsphilosoph.
- Gerhard Spörl (* 1950), Journalist
- Bernd Wippich (1950–2014), Musiker.
- Winfried Schubert (* 1951), Präsident des Oberlandesgerichts Naumburg.
- Gerhard Meiser (* 1952), Indogermanist.
- Wolfgang Merkel (* 1952), Politikwissenschaftler
- Matthias Thumser (* 1953), Historiker, Professor in Berlin.
- Thomas Janovsky (* 1954), Generalstaatsanwalt in Bamberg.
- Peter Küspert (* 1955), Präsident des Oberlandesgerichtes München und des Bayerischen Verfassungsgerichtshofes.
- Klaus Adelt (* 1956), Politiker (SPD).
- Frank Erbguth (* 1956), Neurologe, Psychiater, Psychologe und Hochschullehrer.
- Alois Hofmann (* 1956), Kickboxer und -trainer.
- Joachim Willeitner (* 1957), Ägyptologe und Autor.
- Gabi Troeger-Weiß (* 1958), Raumplanerin und Hochschullehrerin.
- Harald Wirth (* 1959), deutscher Modellbauer, der 1994 als Besitzer der größten Sammlung von Streichholz-Fahrzeugen ins Guinness-Buch der Rekorde aufgenommen wurde.
- Michael Hallek (* 1959), deutscher Internist und Krebsforscher.
- Michael Thumser (* 1959), deutscher Journalist und Autor.
- Wolfgang Lauterbach (* 1960), Soziologe
- Alexander König (* 1961), Jurist und Politiker der CSU.
- Thomas Baumann (* 1961), Journalist, seit 1. Juli 2006 ARD-Chefredakteur.
- Michael Heilmann (* 1962), Kommunalpolitiker, Bürgermeister der Stadt Hemer.
- Sven Pippig (1963–2013), Schauspieler und Grimme-Preisträger.
- Reiner Knieling (* 1963), Professor für Evangelische Theologie.
- Christoph Krauss (* 1964), Kameramann.
- Ullrich Fichtner (* 1965), Journalist und Autor.
- Harald Fichtner (* 1965), Rechtsanwalt und ehemaliger Oberbürgermeister der Stadt Hof.
- Oliver Fröhlich (* 1967), Schriftsteller.
- Gregor Trakis (* 1967), Theaterschauspieler.
- Oliver Bittner (* 1969), Filmregisseur.
- Christian Zgoll (* 1969), Altphilologe.
- Oliver Bellenhaus (* 1973), Generalbevollmächtigter der Wirecard Bank und Leiter der Wirecard-Niederlassung in Dubai.
- Daniel Felgenhauer (* 1976), Fußballer.
- Oliver Bär (* 1977), Jurist, Politiker (CSU) und Landrat des Landkreises Hof.
- Dominik Zeh (* 1977), Ringer und -trainer.
- Andreas Leopold Schadt (* 1978), Schauspieler.
- Zodwa Selele (* 1978), Musicaldarstellerin.
- Peter Lehmann (* 1982), Bündnis 90/Die Grünen-Politiker in Bremen.
- Riccardo Altieri (* 1987), Historiker
- Stefanie Hofmann (* 1983), Flötistin und Musikpädagogin.
- Vivi Vassileva (* 1994), Musikerin und Percussionistin.
- Louisa Lagaris (* 1995), Fußballspielerin.
- Mërgim Vojvoda (* 1995), kosovarischer Fußballspieler.
- Sarah Hornschuch (* 1998), Fußballspielerin.
- Sarah Vogel (* 2002), Leichtathletin.
- Sanoussy Ba (* 2004), Fußballspieler.

## Personen, die mit Hof in Verbindung stehen
- Heinrich von Kotzau (* um 1349), Hauptmann.
- Caspar von Waldenfels (* um 1380), Hauptmann.

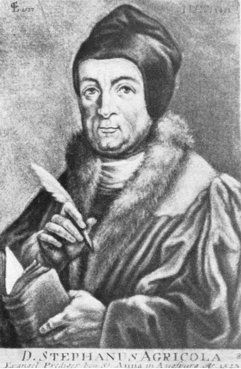
Stephan Agricola

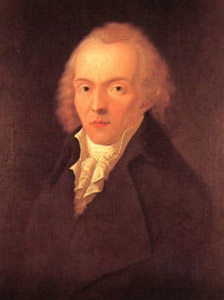
Jean Paul

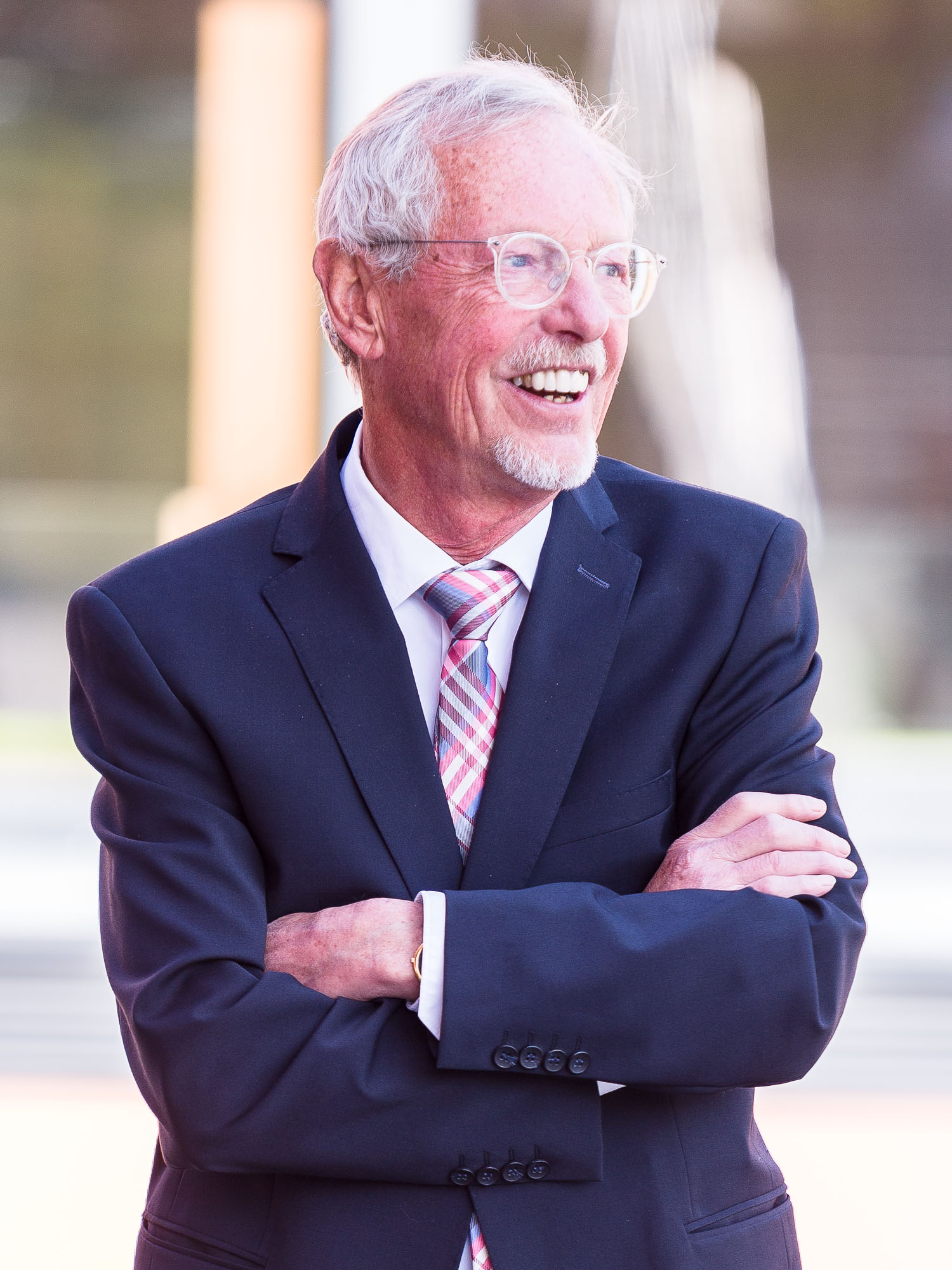
Dieter Döhla

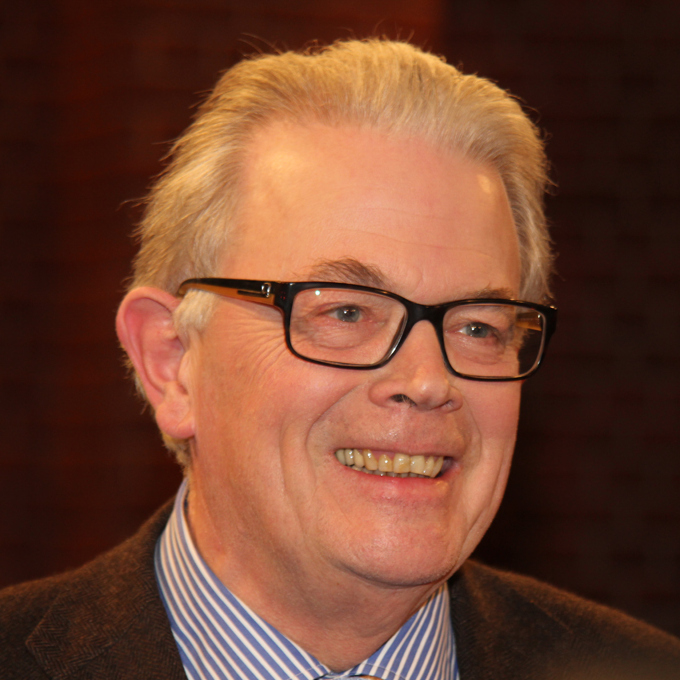
Enoch zu Guttenberg

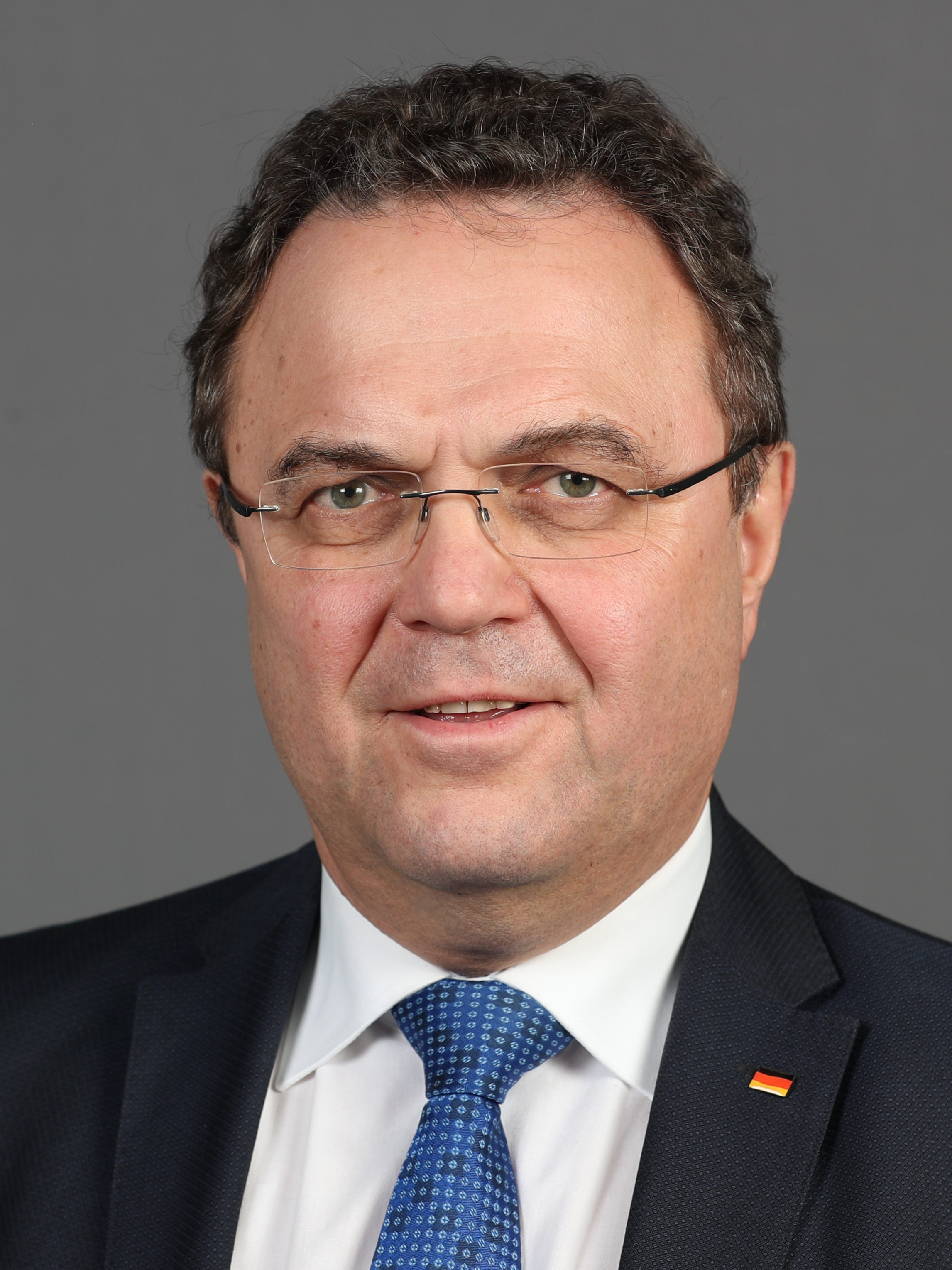
Hans-Peter Friedrich

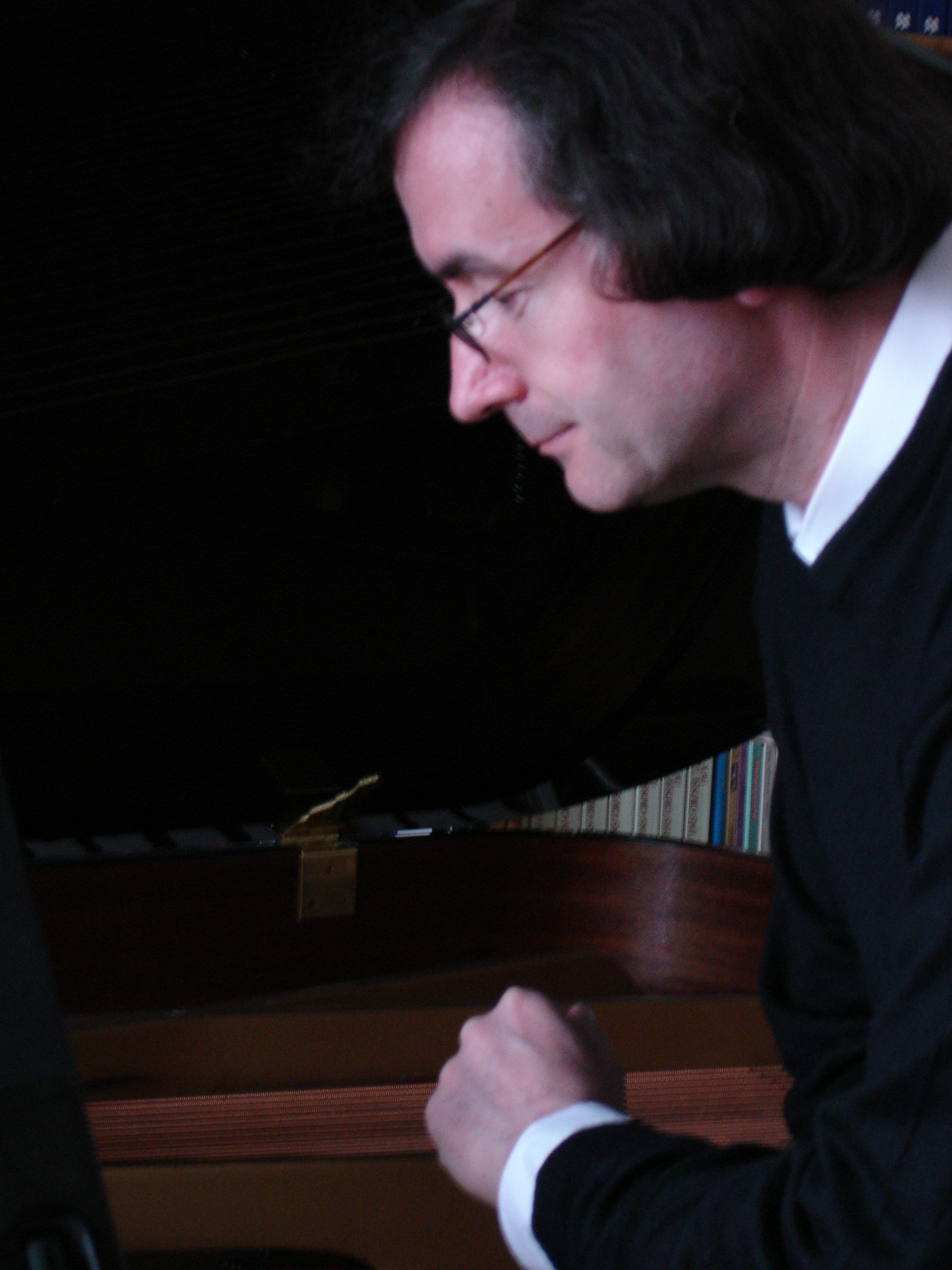
Ludger Stühlmeyer

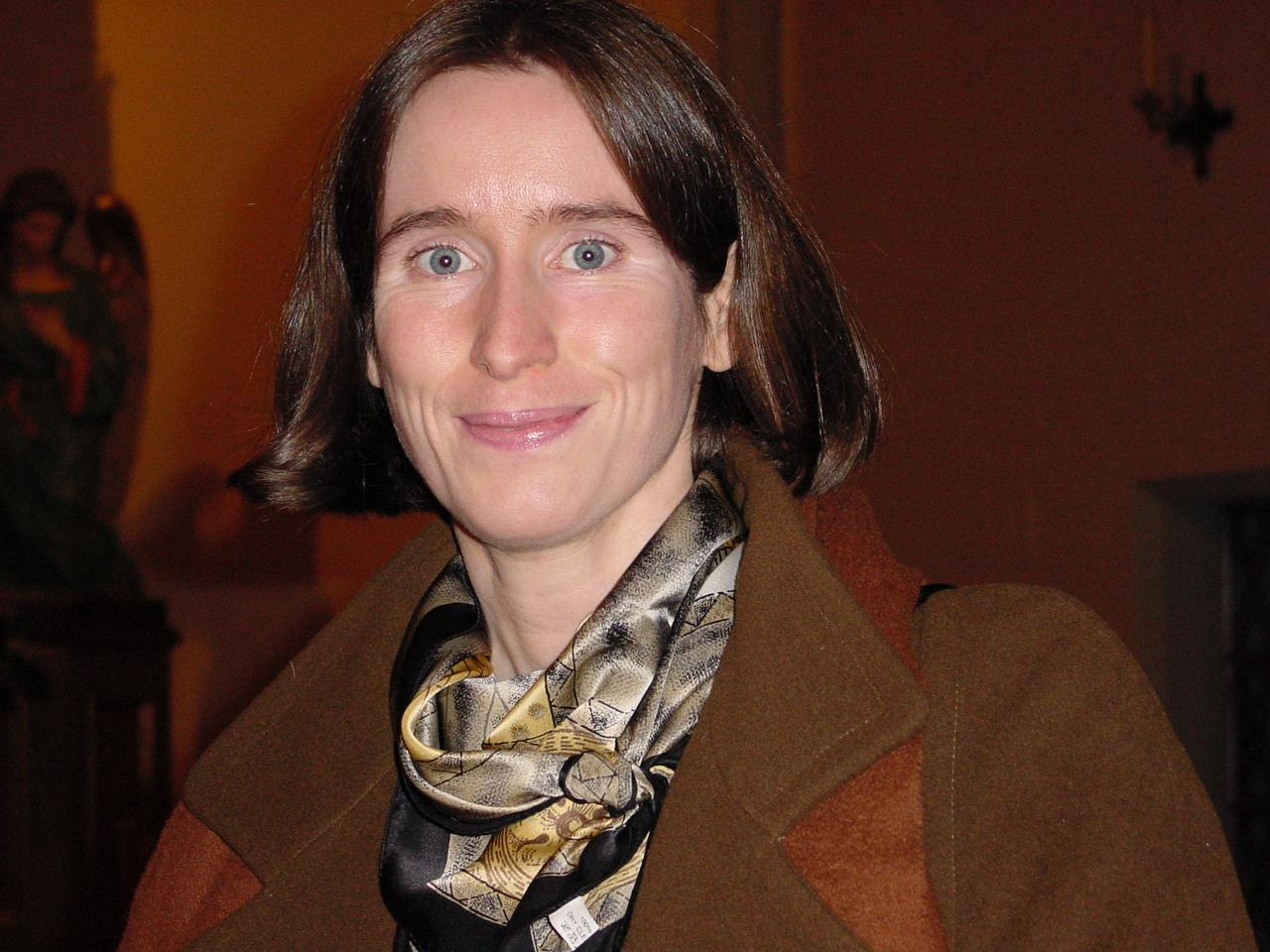
Barbara Stühlmeyer

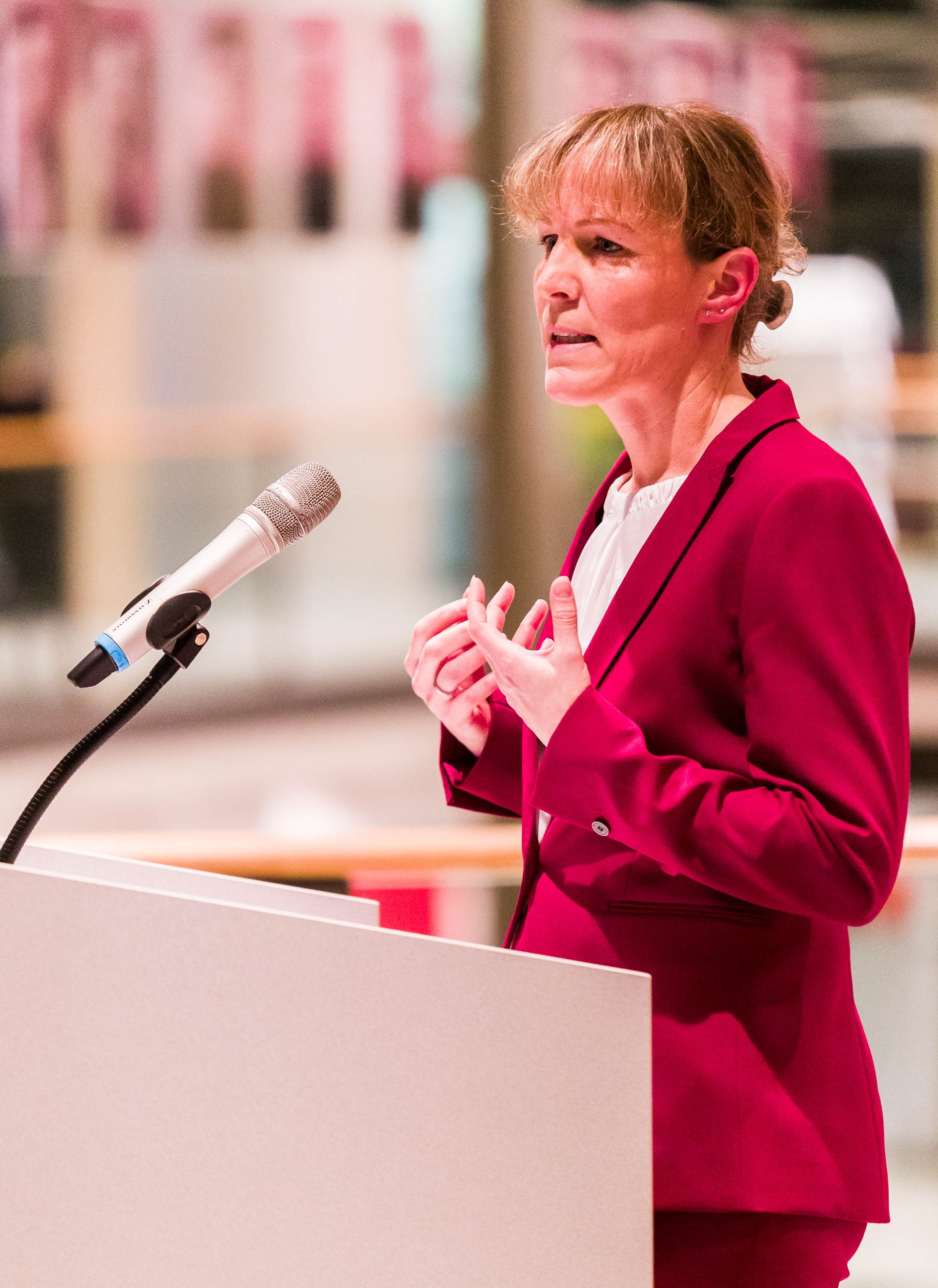
Eva Döhla

- Hertnid von Stein (* um 1427), Pfarrer in Hof, Domherr, Diplomat, Kunstmäzen.
- Stephan Agricola (1491–1547), Theologe und Reformator in Hof.
- Kaspar Löner (1493–1546), Kirchenliedkomponist, Theologe und Reformator in Hof.
- Georg Wolf von Kotzau († 1560), Statthalter.
- Christoph von Zedtwitz, Hauptmann während der Belagerung von Hof.
- Kaspar Brusch (1518–1559), Humanist, Hofpfalzgraf, gekrönter Poet und Geschichtsforscher, Schüler des Gymnasiums in Hof.
- Andreas Pancratius (1529–1576), Superintendent in Hof
- Johann Josua Löner (um 1535 – 1595), Theologe, Sohn von Kaspar Löner, verbrachte seine Schulzeit in Hof.
- Thomas Reinesius (1587–1667), Mediziner und Philologe, Stadtarzt in Hof.
- Heinrich Andreas Lohe (1648–1713), Maler.
- Johann Nikolaus Ritter (1702–1782), Hochfürstlich-Brandenburgisch-Culmbachischer Hoforgelbauer, lebte in Hof.
- Paul Daniel Longolius (1704–1779), Rektor des Hofer Gymnasiums, Hauptredakteur von Zedlers Großem vollständigen Universallexikon aller Wissenschaften und Künste.
- Johann Georg Hager (1709–1777), Schüler des Gymnasiums Albertinum.
- Johann Christian Kapp (1764–1793), klassischer Philologe, Lehrer am Hofer Gymnasium
- Camillo Ruggera (1885–1947), K.u.K. österreich-ungarischer Offizier, zuletzt General der Flakartillerie der deutschen Luftwaffe im Zweiten Weltkrieg.
- Johann Michael Scheuenstuhl (1705–1770), Komponist und Organist an der Stadtkirche St. Michaelis in Hof.
- Friedrich Heidenreich (1741–1819), Begründer der Hofer Orgelbaufamilie Heidenreich.
- Jean Paul (1763–1825), Schriftsteller, besuchte das Hofer Gymnasium.
- Hermann von Münch (1819–1883), Jurist und Politiker.
- Johann Georg Herzog (1822–1909), Lehrer in Hof, Komponist, Universitätsmusikdirektor in Erlangen.
- Karl Strehl (1864–1940), Physiker und Optiker.
- Bernhard Lichtenberg (1875–1943), katholischer Priester, der während der NS-Zeit kritisch Stellung bezog, starb auf dem Weg ins KZ Dachau in Hof. Wurde wegen seines Einsatzes für verfolgte Juden in der israelischen Gedenkstätte Yad Vashem als „Gerechter unter den Völkern“ ausgezeichnet (Gedenkbüste in der Stadtkirche St. Marien).
- Paul Ehrenberg (1876–1949), Maler und Violinist, Jugendfreund von Thomas Mann, starb in Hof.
- Amandus Kupfer (1879–1952), seit 1916 Verlagsbesitzer in Hof.
- Friedrich Ebert (1882–1971), Gymnasiallehrer, Archäologe und Heimatforscher in Hof.
- Leo Götz (1883–1962), Maler, starb in Hof.
- Wilhelm Kohlhoff (1893–1971), Maler, lebte zeitweilig in Hof.
- Richard Wendler (1898–1972), Oberbürgermeister in Hof.
- Hans Hofner (1908–1982), Heimatforscher, Träger des Goldenen Ehrenrings der Stadt Hof.
- Karl Bedal (1914–1999) war ein Künstler, Grafiker und Heimatforscher.
- Karl F. Keller (1915–2016), Kapellmeister in Hof, Gründungs- und Ehrenmitglied der Hofer Symphoniker.
- Emil Ressel (1921–1991), städtischer Bediensteter, Maler, Grafiker und Karikaturist.
- Margarete Wiggen (1923–1999), Bildhauerin, fertigte zahlreiche Brunnen und Skulpturen aus Bronze in der Stadt und im Landkreis.
- Heinrich Giegold (1924–2006), Journalist und Verleger.
- Peter Richter de Rangenier (1930–2021), Generalmusikdirektor in Hof, Komponist.
- Karl Gerhard Schmidt (* 1935), ehemaliger Bankier in Hof, Kunstmäzen.
- Wilfried Anton (* 1940), Ehrenpräsident des Bayerischen Musikrats, ehemaliger Intendant der Hofer Symphoniker.
- Uwe Brandner (1941–2018), Mitbegründer der Hofer Filmtage.
- Dieter Döhla (* 1944), Jurist und ehemaliger Oberbürgermeister der Stadt Hof.
- Enoch zu Guttenberg (1946–2018), ehemaliger Ehrendirigent der Hofer Symphoniker.
- Klaus Fleischmann (* 1951), Generalstaatsanwalt in Dresden.
- Gilbert Varga (* 1952), Chefdirigent der Hofer Symphoniker von 1980 bis 1985
- Josef Beller (* 1954), Fußballer und Fußballtrainer
- Hans-Peter Friedrich (* 1957), deutscher Politiker der CSU und ehemaliger Bundesinnenminister mit Wahlkreis in Hof.
- Georg Nagler (* 1959), Gründungspräsident der Hochschule Hof.
- Arnd Kluge (* 1961), Historiker, Stadtarchivar in Hof.
- Ludger Stühlmeyer (* 1961), Musikdirektor, Musikwissenschaftler und Komponist.
- Barbara Stühlmeyer (* 1964), Autorin, Wissenschaftlerin.
- Hermann Bäumer (* 1965), Conductor in Residence der Hofer Symphoniker.
- Wolfram Graf (* 1965), Komponist, Musikwissenschaftler und Organist.
- Golo Berg (* 1968), von 1997 bis 2001 Generalmusikdirektor in Hof.
- Reinhardt Friese (* 1968), ehemaliger Intendant des Hofer Theaters.
- Eva Döhla (* 1972), Kommunalpolitikerin und Oberbürgermeisterin der Stadt Hof.